# Лак-ки-Парл (тауншип, Миннесота)
Лак-ки-Парл (англ. Lac qui Parle) — тауншип в округе Лак-ки-Парл, Миннесота, США. На 2000 год его население составило 183 человека.

## География
По данным Бюро переписи населения США площадь тауншипа составляет 81,6 км², из которых 74,4 км² занимает суша, а 7,2 км² — вода (8,79 %).

## Демография
По данным переписи населения 2000 года здесь находились 183 человека, 69 домохозяйств и 54 семьи.  Плотность населения —  2,5 чел./км².  На территории тауншипа расположено 103 постройки со средней плотностью 1,4 построек на один квадратный километр. Расовый состав населения: 100,00 % белых.
Из 69 домохозяйств в 40,6 % воспитывались дети до 18 лет, в 75,4 % проживали супружеские пары, в 1,4 % проживали незамужние женщины и в 21,7 % домохозяйств проживали несемейные люди. 20,3 % домохозяйств состояли из одного человека, при том 5,8 % из — одиноких пожилых людей старше 65 лет. Средний размер домохозяйства — 2,65, а семьи — 3,09 человека.
29,5 % населения — младше 18 лет, 6,0 % — в возрасте от 18 до 24 лет, 24,6 % — от 25 до 44, 29,0 % — от 45 до 64, и 10,9 % — старше 65 лет. Средний возраст — 40 лет. На каждые 100 женщин приходилось 98,9 мужчин.  На каждые 100 женщин старше 18 приходилось 108,1 мужчин.
Средний годовой доход домохозяйства составлял 33 906 долларов, а средний годовой доход семьи —  38 750 долларов. Средний доход мужчин —  31 667  долларов, в то время как у женщин — 21 875. Доход на душу населения составил 16 769 долларов. За чертой бедности находились 11,5 % семей и 15,0 % всего населения тауншипа, из которых 18,4 % младше 18 и 9,5 % старше 65 лет.